# Signé : Lassiter
Pour plus de détails, voir Fiche technique et Distribution.
Signé : Lassiter (Lassiter) est un film d'espionnage américain réalisé par Roger Young en 1984.

## Synopsis
À Londres, en 1939, un monte-en-l’air gentleman cambrioleur du nom de Nick Lassiter est arrêté au petit matin par Scotland Yard. Il doit être confronté à de soi-disant témoins d’un prétendu cambriolage dans une bijouterie. Très vite, il comprend qu'il s'agit d'un coup monté. L’inspecteur John Becker de Scotland Yard et l’agent Peter Breeze du FBI lui proposent en effet un étonnant marché : s'il accepte de subtiliser pour dix millions de dollars de diamants dans l’ambassade d'Allemagne — diamants destinés à la propagande et au réseau d'espionnage nazi — il sera libre. Dans le cas contraire, il sera condamné à vingt ans de prison.

## Fiche technique
- Titre original : Lassiter
- Titre français : Signé : Lassiter
- Réalisation : Roger Young
- Scénario : David Taylor
- Directeur artistique : Brian Ackland-Snow, Alan Tomkins
- Chef décorateur : Peter Mullins
- Décorateur de plateau : Jack Stephens
- Costumes : Barbara Lane
- Maquillage : 
  - Graham Freeborn (head makeup artist)
  - Lon Bentley (makeup artist: Tom Selleck)
- Directeur de la photographie : Gilbert Taylor[1]
- Montage : Benjamin A. Weissman
- Musique : Ken Thorne
- Production : 
  - Producteur : Albert S. Ruddy
  - Producteur exécutive : Raymond Chow et Andre Morgan
  - Producteur associée : Frederick Muller
- Société(s) de production : Golden Harvest Company et Pan Pacific Productions
- Société(s) de distribution : (États-Unis) Warner Bros. Pictures
- Pays de production :  États-Unis
- Année : 1984
- Langue originale : anglais, allemand
- Format : couleur (Technicolor) – 35 mm – 1,78:1 – mono
- Genre : action, policier, espionnage
- Durée : 100 minutes
- Dates de sortie : 
  - États-Unis : 17 février 1984
  - France : 25 juillet 1984

## Distribution
- Tom Selleck (VF : Pierre Hatet) : Nick Lassiter
- Jane Seymour (VF : Catherine Lafond) : Sara Wells
- Lauren Hutton (VF : Yolande Folliot) : Kari von Fursten
- Bob Hoskins (VF : Marc de Georgi) : L'inspecteur John Becker
- Joe Regalbuto (VF : Hervé Bellon) : L'agent Peter Breeze
- Ed Lauter (VF : Serge Lhorca) : Smoke
- Warren Clarke (VF : Jacques Ferrière) : Max Hofer
- Christopher Malcolm (VF : Joël Martineau) : Quaid
- Barrie Houghton : Eddie Lee
- Edward Peel (VF : Claude D'Yd) : Le sergent Allyce
- William Morgan Sheppard (VF : Raymond Loyer) : Sweeny
- Harry Towb (VF : Claude Joseph) : Roger Boardman
- Belinda Mayne (VF : Monique Thierry) : Helen Boardman
- Brian Coburn (VF : Henry Djanik) : Burto Gunz